# Dicranoptycha verticillata
Dicranoptycha verticillata är en tvåvingeart som beskrevs av Alexander 1958. Dicranoptycha verticillata ingår i släktet Dicranoptycha och familjen småharkrankar.
Artens utbredningsområde är Madagaskar. Inga underarter finns listade i Catalogue of Life.